# Liste de films sur la Commune de Paris
La Commune de Paris de 1871 est un évènement historique français traité au cinéma depuis 1907.

## Introduction
Cet évènement historique n'a pas été très représenté au début de sa filmographie, éclipsée par la Révolution Français plus populaire auprès du grand public.

## Filmographie

### Cinéma
- 1907 : Sur la barricade d'Alice Guy
- 1913 : (da) Gränskolden (« Les frontaliers »)
- 1914 : La Commune d'Armand Guerra, La Coopérative du cinéma du peuple
- 1920 : La Nouvelle Babylone, héros et martyrs de Pavel Loundine
- 1929 : 
  - La Nouvelle Babylone de Grigori Kozintsev et Leonid Trauberg
  - La Pipe du communard de Koté Mardjanichvili
- 1936 : Les Aubes de Paris (en) de Grigori Rochal
- 1966 : Le Destin de Rossel de Jean Prat
- 1976 : 
  - Jarosław Dąbrowski de Bohdan Poręba
  - La Semaine sanglante de Joël Farges, au sein de Guerres civiles en France,
- 1977 :
  - Rossel et la Commune de Paris de Serge Moati
  - La Barricade du Point-du-Jour de René Richon
- 1978 : Mémoire commune de Patrick Poidevin
- 1981 : Lénine à Paris de Sergueï Ioutkevitch
- 1983 : Sur les traces de Maxime Lisbonne, le d'Artagnan de la Commune de Jacqueline Margueritte [voir en ligne]
- 1987 : Le Festin de Babette de Gabriel Axel
- 1990 : 1871 de Ken McMullen
- 2000 : La Commune (Paris, 1871) de Peter Watkins

### Télévision

#### Documentaires
- 1911 : 1911 : 40e anniversaire, Actualités Gaumont,, France, Gaumont
- 1936 : 1936 : Manifestation au Mur de la Commune, Actualités Gaumont, France, Gaumont
- 1921 : Héros et martyrs de la Commune de F. Loupatine, URSS
- Mai, 1945, Actualités Gaumont, France, Gaumont
- 1951 : La Commune de Paris de Robert Ménégoz, France, Les Amis de la Commune, 76 minutes [voir en ligne]
- 1962 : À l'assaut du ciel de Jean Peré, France, 19 minutes
- 1965 : Paris au temps des cerises : La Commune de Jacques d'Arribehaude et Jean Desvilles, France, 28 minutes
- 1970 : La IIIe République, les premières années de Daniel Lander, France, 67 minutes
- 1971 :
  - La Commune de 1871 de Cécile Clairval-Milhaud et Olivier Ricard,, France, ORTF, 76 minutes
  - Un Solo funèbre, 1871, la Commune de Paris de Jacques Cogniaux, France, 101 minutes
  - 1971 : Le Temps des cerises, la Commune et les livres de Robert Lombaerts, France, 45 minutes
- 1972 : La Commune, Louise Michel et nous de Michèle Guard, France, 45 minutes
- 1973 : Si on avait su de Stanislas Choko, France, 13 minutes
- 1976 : Paris 1871, la Semaine sanglante de Jean-Pierre Gallo, France, 56 minutes
- 1986 : La Commune de Paris de 1871 : L'œuvre législative et l'influence doctrinale de Jean-Claude Tertrais, 1986, France, 27 minutes
- 1990 : La Commune de Jean-Charles Luciani, France, Arte, 90 minutes
- 1991 : Les Communards de Léon Rabinovitch, France, Amis de la Commune de Paris, 52 minutes
- 2004 : La Commune de Paris 1871 de Mehdi Lallaoui, France, 52 minutes
- 2019 : Les Damnés de la Commune de Raphaël Meyssan

#### Téléfilm
- 1971 : Le Voile écarlate de Paris de Marlen Khoutsiev
- 1985 : L'Année terrible de Claude Santelli
- 1993 : Une journée au Luxembourg de Jean Baronnet
- 2010 : Louise Michel de Sólveig Anspach